# Stephan El Shaarawy
Pour les articles homonymes, voir El Shaarawy.
Stephan El Shaarawy, surnommé Il Faraone (le Pharaon en français), né le 27 octobre 1992 à Savone en Italie, est un footballeur international italien d'origine égyptienne qui évolue au poste d'ailier gauche a l’AS Rome.

## Situation personnelle
Fils d'une mère italo-suisse et d'un père égyptien ayant émigré à Savone en 1982, il est surnommé Il Faraone (« Le Pharaon ») du fait de cette ascendance,,,,.

## Carrière

### Au Genoa CFC (2006-2011)
Il débute en Serie A le 21 décembre 2008 à l'âge de 16 ans et 55 jours contre le Chievo Verone. C'est sa seule apparition de la saison.

#### Primavera (2008-2010)
Avec la Primavera (l'équipe jeune), il gagne la Coupe d'Italie Primavera.
La saison suivante, il ne joue qu'à deux reprises avec l'équipe première mais il gagne avec la Primavera la Supercoupe d'Italie Primavera durant laquelle il met un doublé et le championnat d'Italie Primavera et marque un but en finale face à l'équipe d'Empoli.

#### Prêt à Padoue (2010-2011)
Quelques jours après son succès avec la Primavera, il est prêté pour la saison 2010-2011 de Serie B à Padoue. Le 10 septembre 2010, il marque son premier but professionnel contre la Reggina Calcio lors de la victoire 4-0 de son équipe. Il marque 7 buts en 25 matchs et contribue au bon parcours de Padoue qui dispute les barrages d'accession. Il marque deux buts lors de ces barrages mais son équipe perd en finale contre Novare. Il sera élu meilleur joueur de Serie B.

### À l'AC Milan
Cette bonne saison lui permet d'être transféré en juin 2011 au Milan AC qui l'achète en copropriété avec le Genoa pour six millions d'euros plus la moitié des droits sur Alexander Merkel.

#### Saison 2011-2012
Il marque son premier but en Serie A le 21 septembre 2011, lors de la 4e journée contre l'Udinese à la 64e minute seulement trois fois après sa première apparition en Serie A. Il terminera la saison avec 4 buts en 28 apparitions toutes compétitions confondues. Cette bonne saison lui permet de prolonger son contrat jusqu'en 2017.

#### Saison 2012-2013
Étant jusqu'alors la copropriété du Genoa et de l'AC Milan, en juin 2012 le club Rossonero rachète la seconde moitié appartenant au Genoa et devient définitivement milanais, alors que l'AS Rome avait fait le forcing pour le faire signer. Après les départs de Zlatan Ibrahimović et d'Antonio Cassano et les blessures à répétition d'Alexandre Pato, El Shaarawy commence la saison en tant que titulaire. Il marque son premier but en Ligue des champions, le 3 octobre 2012 face au Zenith Saint-Petersbourg et devient par ce biais le plus jeune buteur du Milan AC à l'âge de 19 ans et 342 jours.
Durant la première partie de la saison, il est titularisé 34 fois et marque 19 buts, toutes compétitions confondues. Cependant, avec l'arrivée de son compatriote Mario Balotelli, il est relégué sur le banc pour la seconde partie de la saison.

#### Saison 2013-2014
Selon le journal italien La Gazzetta dello Sport, il attirerait les convoitises de Naples. Le club rival du Milan en Serie A aurait ainsi proposé 30 millions d'euros pour s'attacher les services de l'attaquant. Mais les dirigeants rossoneri auraient gentiment refusé le pactole et pour cause, le 1er mars 2013, El Shaarawy prolonge son bail d’un an avec son club de cœur, son contrat courant désormais jusqu’en juin 2018. On apprendra à la suite de cette annonce que le joueur était aussi courtisé par le prestigieux club catalan du FC Barcelone.

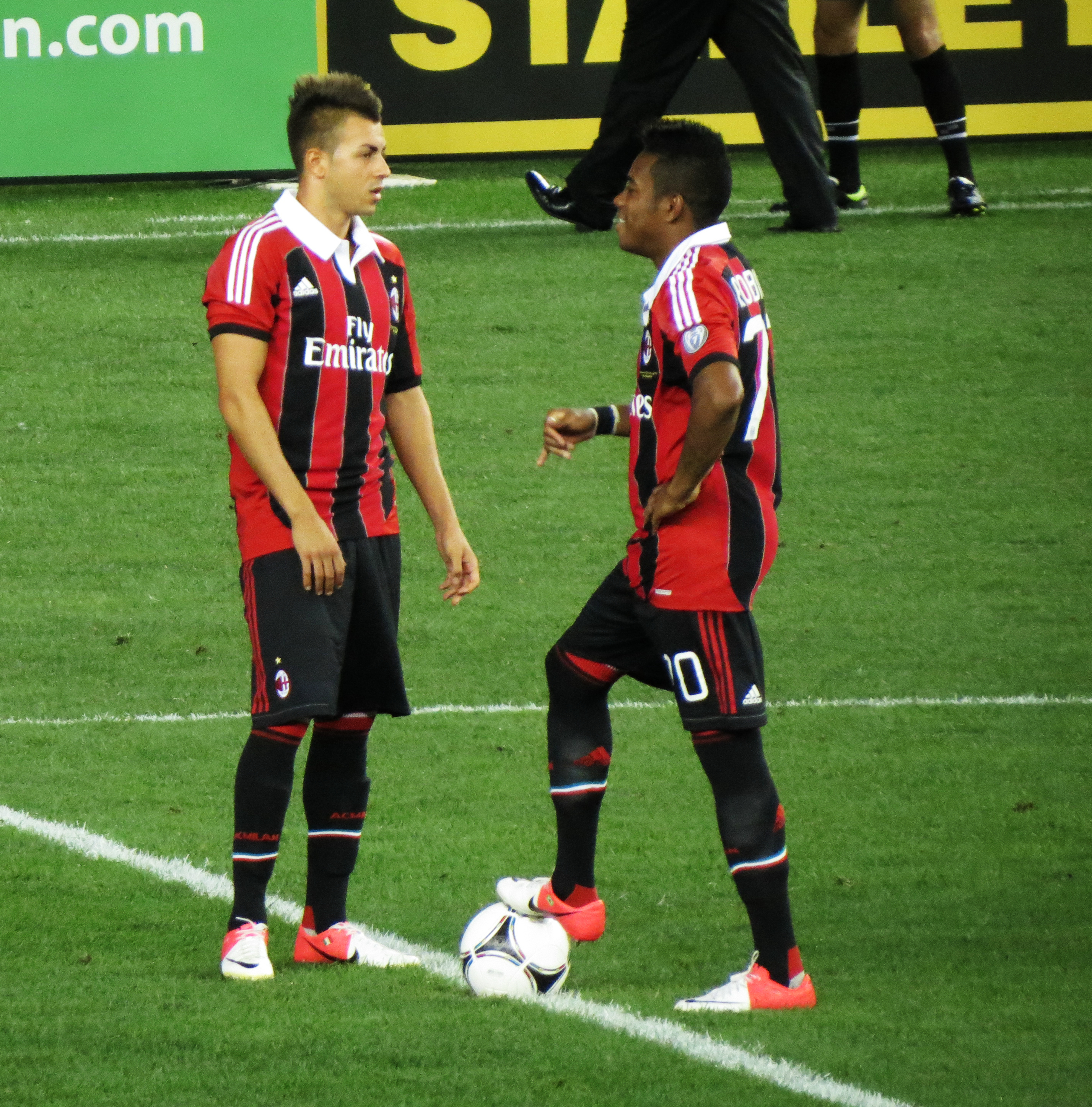
Stephan El Shaarawy (à gauche) et Robinho se préparant à donner le coup d'envoi sous les couleurs de l'AC Milan.

Ayant subi deux grosses blessures, El Shaarawy ne joue pas beaucoup en cette saison du Calcio. Il fait son retour à l'entraînement avec l'équipe première le 9 avril 2014. Il joue par la suite un match avec la Primavera, et sera mis sur le banc pour son retour de blessure lors du derby milanais.

#### Saison 2014-2015
Comme la saison précédente, il ne joue que peu avec son club. Blessé durant plusieurs mois, il n'a disputé que 18 matchs en championnat pour trois buts, dont un doublé contre le Torino lors de l'avant-dernière journée, juste après son retour sur les terrains.

### À l'AS Monaco (2015-2016)
Le 13 juillet 2015, El Shaarawy est prêté avec option d'achat au club monégasque de l'AS Monaco, qui sera automatiquement levée si le joueur dispute au moins 25 matchs durant la saison. Il participe à son premier match officiel sous le maillot monégasque le 28 juillet 2015 en remplaçant Anthony Martial à la 83e minute lors du troisième tour de qualification aller de la Ligue des champions, face au BSC Young Boys. Il marque son premier but avec le club de la principauté lors du match retour, rentré à la 73e minute à la place de Ivan Cavaleiro, il est buteur deux minutes plus tard lors de ce match remporté 4 à 0. Ne convaincant pas le staff monégasque lors de ses 24 apparitions (dont 15 en championnat pour 7 titularisations), Monaco souhaite se séparer de lui lors du mercato hivernal afin de ne pas avoir à lever l'option d'achat obligatoire à partir de 25 apparitions.

### À l'AS Rome (2016-2021)

#### Fin de saison 2015-2016
Le 26 janvier 2016, il est prêté six mois à l'AS Roma, pour deux millions, avec une option d'achat à treize millions d'euros. Dès son premier match, il inscrit un but.

#### Saison 2016-2017
Durant cette saison, il forme un duo égyptien avec Mohamed Salah. L'un (Salah) est un pur produit du football égyptien, et l'autre (El Shaarawy), est le fils d'un père qui vient d'Égypte.

### Shanghai Shenhua (2019-2021)
Le 8 juillet 2019, il rejoint officiellement le club chinois du Shanghai Shenhua contre une somme de 16 millions d' euros, alors qu'il était à un an de la fin de son contrat à Rome. Le club aurait d'abord refusé les négociations avec le joueur car il aurait notamment demandé un droit de regard sur l'entraineur de l'équipe. El Shaarawy joue son premier match avec sa nouvelle équipe le 2 août 2019, en remplaçant Wei Wang à la 63ème minute de jeu. Lors de son deuxième match, il marque un but et délivre une passe décisive à Tianjin Tianhai. Lors de son premier match de coupe de Chine, il marque un doublé face au Dalian Professional le 19 août 2019.

### Retour à l'AS Rome (depuis 2021)
Parti à l'été 2019, il fait son grand retour à l'AS Rome le 30 janvier 2021. Il s'engage librement avec le club et porte le numéro 92. «L'AS Roma a le plaisir d'annoncer le retour de Stephan El Shaarawy au Club. L'attaquant portera à nouveau le maillot Giallorossi, après l'expérience qui l'a vu protagoniste dans le club de la capitale entre 2016 et 2019», annonce le club.

#### Saisons 2021-2022 et 2022-2023
Avec Rome, il remporte l'UEFA Conference League 2021-2022 qui est son premier trophée international.
Durant la saison 2022-2023, il continue d’évoluer sous les ordres de Mourinho à l’AS Rome. Il atteint une nouvelle finale européenne, en Ligue Europa cette fois, mais la Roma perd aux tirs au but face au Séville FC.
En juillet 2023, il renouvelle son contrat jusqu'en 2025.

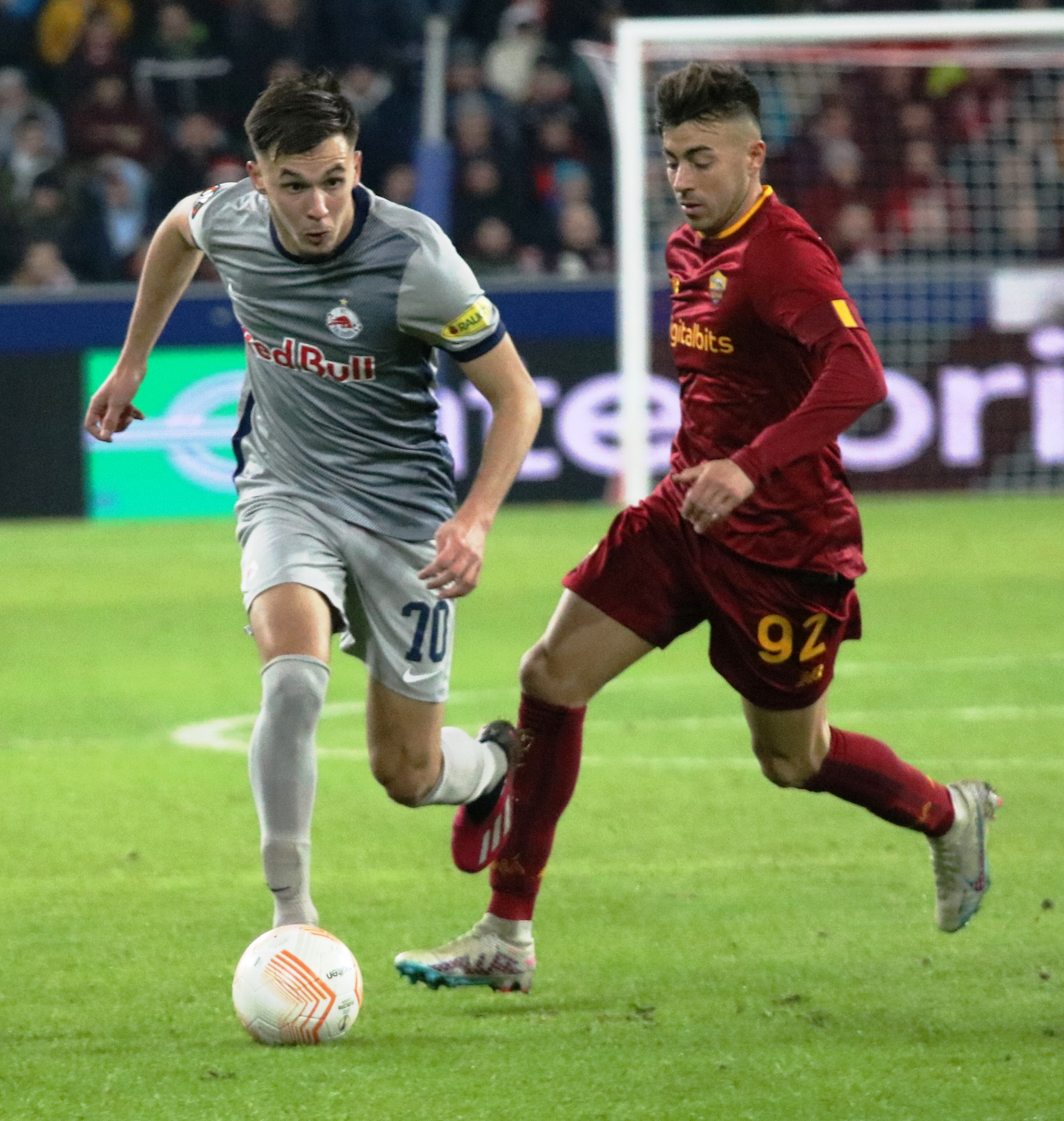
El Shaarawy en 2023 sous les couleurs de l'AS Rome.

#### Saisons 2023-2024 et 2024-2025
Au cours de la saison 2023-2024, il continue d’être un élément important de l’AS Rome. Sa polyvalence lui permet d’évoluer à divers postes offensifs, contribuant aux performances du club en championnat et en Europe. En Ligue Europa, il participe à 13 rencontres en délivrant 5 passes décisives.
En janvier 2025 El Shaarawy marque pour sa 300e apparition avec la Roma lors d’un match contre la Genoaet est élu homme du match.
En mars 2025, il prolonge son contrat d'un an.

### En sélection

#### En équipes jeunes
El Shaarawy fait partie de l’équipe d’Italie des moins de 16 ans et des moins de 17 ans, avec qui il dispute l’Euro 2009 de sa catégorie, et la Coupe du monde avec les moins de 18 et les moins de 19 ans. Il participe à un stage avec les espoirs en janvier 2011, et le mois suivant, il est convoqué avec les espoirs pour un match face à l'Angleterre, mais il ne rentre pas en jeu.
Il dispute son premier match avec les Azzurrini le 15 novembre suivant, remplaçant Manolo Gabbiadini au cours de la seconde mi-temps, lors du match contre la Hongrie (2-0), dans le cadre des éliminatoires de l’Euro espoirs 2013.
Il dispute cinq matchs avec les espoirs et marque trois buts.

#### En équipe première

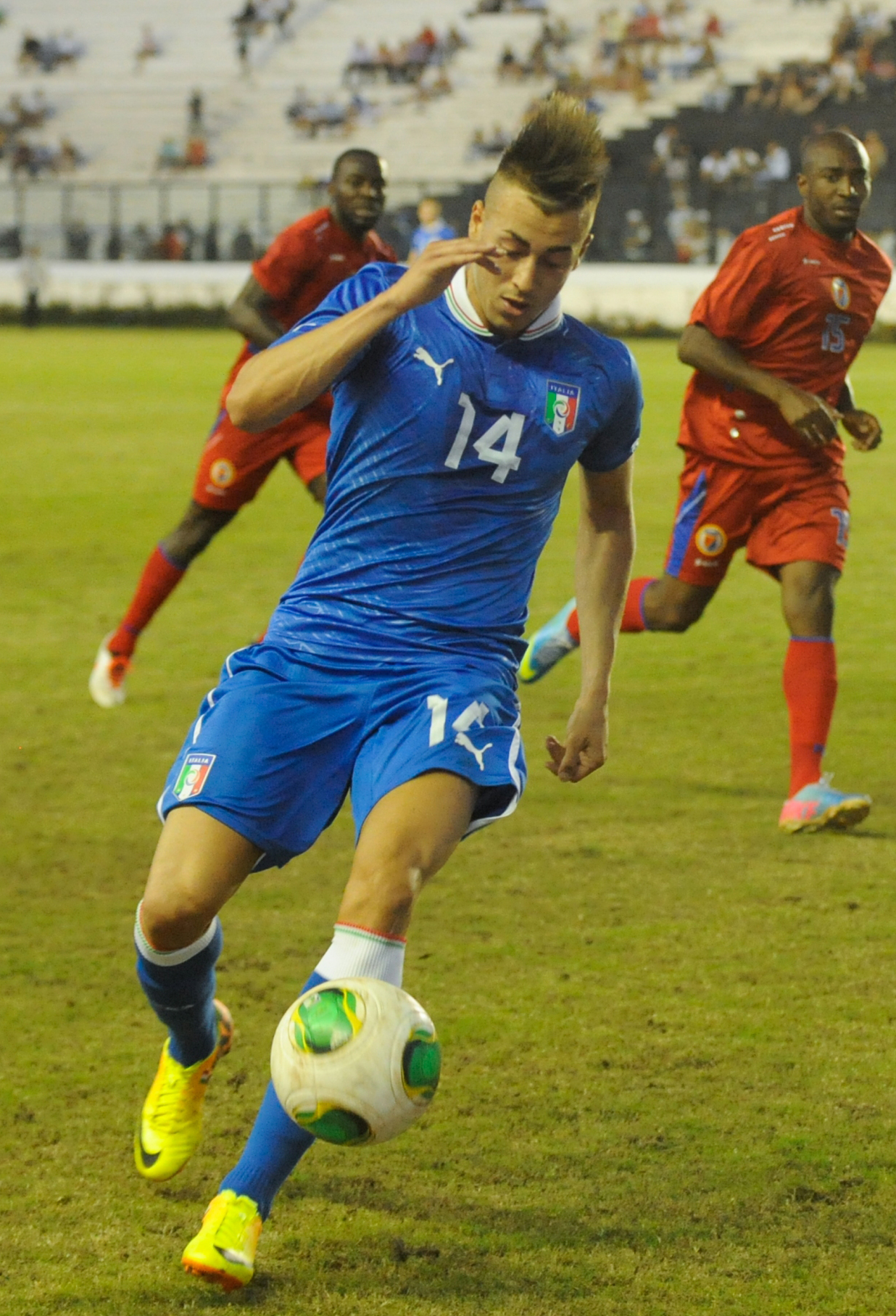
El Shaarawy avec l'équipe d'Italie en 2013.

El Shaarawy a été convoqué la première fois en équipe senior le 15 août 2012 par Cesare Prandelli, pour un amical face à l'Angleterre (défaite 2-1). Il débute titulaire à seulement 19 ans. Il marque son premier but Azzure lors du match amical contre la France le 14 novembre 2012 (nouvelle défaite 2-1).
El Shaarawy est inscrit dans la liste des 23 joueurs se rendant au Brésil pour la Coupe des Confédérations 2013. Il commence la compétition le 22 juin 2013 lors du match face au Brésil, remplaçant Alessandro Diamanti. Il est titulaire lors de la finale pour la troisième place face à l’Uruguay, match remporté aux tirs au but.
Trois ans plus tard, il est convoqué pour participer à l'Euro 2016. Les italiens seront éliminés aux tirs au but lors des 1/4 de finale face à l'Allemagne.
Il ne participe ni à la coupe du monde 2018, ni à celle de 2022 étant donné que l'Italie n'était pas qualifiée. De plus, il n'a pas été retenu pour participer à l'Euro 2020 que l'Italie a remporté, malgré une tentative d'être sélectionné en revenant jouer en Serie A.
Plus convoqué depuis mars 2021, El Shaarawy est appelé en renfort par Luciano Spalletti au mois d'octobre 2023 pour pallier les absences de Nicolò Fagioli, Sandro Tonali et Nicolò Zaniolo, tous trois écartés en raison d'un début d'affaire concernant des paris sportifs illicites.
Il est retenu dans la liste des 26 joueurs italiens du sélectionneur Luciano Spalletti pour participer à l'Euro 2024. L'Italie sera éliminée en huitièmes de finale par la Suisse, match où il était titulaire.

## Style de jeu
Joueur doté d'une excellente conduite de balle en course et d'une bonne accélération, il joue dans la profondeur et surprend les défenseurs par sa vitesse. Adroit devant les buts et excellent passeur, il est connu pour ses compétences techniques qui en font un bon dribbleur. Sa polyvalence est aussi un atout, bien que son poste soit celui d'ailier gauche dans un système à trois attaquants, il peut jouer dans l'axe, en soutien et aux côtés de l'avant centre, comme c'est le cas en sélection avec Mario Balotelli. Il n'hésite pas malgré son caractère offensif à soutenir l'équipe lors des phases défensives, et a démontré avoir de solides compétences dans ce domaine.

## Informations supplémentaires
El Shaarawy déclara à La Gazzetta dello Sport : « La famille de mon père habite près du Caire. Je me sens italien mais je n'oublie pas mes origines ». Et à la question « Le surnom de Petit Pharaon te plaît-il ? », il répondit : « Bien sûr qu'il me plaît, je l'ai inventé moi-même ! ».
Ses modèles sont Andriy Shevchenko ainsi que les stars auriverdes Ronaldinho et Kaká,.
Son équipementier est Nike.

### Allégations de paris illégaux en 2023
En octobre 2023, El Shaarawy est mentionné par le photographe italien Fabrizio Corona parmi les joueurs prétendument impliqués dans une affaire de paris illégaux. Ces accusations sont rapidement démenties par le joueur et son entourage. Ses avocats déclarent : « Stephan et les paris, de quelque nature que ce soit, n'ont rien en commun. Il n'a jamais parié ni n'a jamais été intéressé à le faire ».
Le procureur de Turin confirme également qu'aucune enquête n'est en cours contre El Shaarawy, faute de preuves le liant à des activités de paris illégaux.
L'AS Roma apporte son soutien au joueur en publiant un communiqué officiel.
Le 22 octobre 2023, lors d'un match contre Monza, il inscrit le but de la victoire dans les arrêts de jeu. Après la rencontre, il exprime son émotion et revient sur ces rumeurs : « Ces spéculations m'ont blessé. Je l'ai même dit sur les réseaux sociaux parce que je me sens la conscience tranquille. Ça fait mal quand des choses sont dites alors qu'elles ne sont pas vraies ».

## Revenus
Durant le mois de juin 2011, El Shaarawy touchait un peu plus de 33 000 euros par mois, lorsqu'il fut transféré de son club formateur du Genoa vers le Milan AC. Un an plus tard, en juillet 2012, il obtient une revalorisation salariale avec une rémunération mensuelle d'un peu plus de 65 000 euros. Ayant refusé les demandes de transfert de grands clubs tels que le SSC Naples ou encore le FC Barcelone, il accepte de prolonger son contrat avec le club lombard. De ce fait, les dirigeants du Milan lui ont proposé de percevoir un salaire mensuel nettement supérieur d'environ 165 000 euros, aussi dû au fait de ses 16 buts marqués en 25 matchs de championnat.
Les estimations indiquent qu'à la Roma, de janvier 2021 à juin 2023, son salaire était d'environ 3 500 000 euros par an. Cependant, il a reçu une augmentation à partir de juillet 2023, élevant son salaire à 4 600 000 euros par an.

## Statistiques
| Saison                | Club                  | Championnat           | Championnat | Championnat | Championnat | Coupe(s) nationale(s) | Coupe(s) nationale(s) | Coupe(s) nationale(s) | Compétition(s) continentale(s) | Compétition(s) continentale(s) | Compétition(s) continentale(s) | Compétition(s) continentale(s) | Barrages | Barrages | Barrages | Italie | Italie | Italie | Total | Total | Total |
| Saison                | Club                  | Division              | M.          | B.          | P.d.        | M.                    | B.                    | P.d.                  | Comp.                          | M.                             | B.                             | P.d.                           | M.       | B.       | P.d.     | M.     | B.     | P.d.   | M.    | B.    | P.d.  |
| 2008-2009             | Genoa CFC             | Serie A               | 1           | 0           | 0           | -                     | -                     | -                     | -                              | -                              | -                              | -                              | -        | -        | -        | -      | -      | -      | 1     | 0     | 0     |
| 2009-2010             | Genoa CFC             | Serie A               | 2           | 0           | 0           | -                     | -                     | -                     | -                              | -                              | -                              | -                              | -        | -        | -        | -      | -      | -      | 2     | 0     | 0     |
| Sous-total            | Sous-total            | Sous-total            | 3           | 0           | 0           | -                     | -                     | -                     | -                              | -                              | -                              | -                              | -        | -        | -        | -      | -      | -      | 3     | 0     | 0     |
| 2010-2011             | Calcio Padoue (prêt)  | Serie B               | 25          | 7           | 2           | 1                     | 0                     | 0                     | -                              | -                              | -                              | -                              | 4        | 2        | 0        | -      | -      | -      | 30    | 9     | 2     |
| 2011-2012             | AC Milan              | Serie A               | 22          | 2           | 2           | 4                     | 2                     | 1                     | C1                             | 2                              | 0                              | 0                              | -        | -        | -        | -      | -      | -      | 28    | 4     | 3     |
| 2012-2013             | AC Milan              | Serie A               | 37          | 16          | 2           | 1                     | 1                     | 0                     | C1                             | 8                              | 2                              | 2                              | -        | -        | -        | 10     | 1      | 1      | 56    | 20    | 5     |
| 2013-2014             | AC Milan              | Serie A               | 6           | 0           | 0           | -                     | -                     | -                     | C1                             | 3                              | 1                              | 0                              | -        | -        | -        | -      | -      | -      | 9     | 1     | 0     |
| 2014-2015             | AC Milan              | Serie A               | 18          | 3           | 4           | 1                     | 0                     | 0                     | -                              | -                              | -                              | -                              | -        | -        | -        | 3      | 0      | 0      | 22    | 3     | 4     |
| Sous-total            | Sous-total            | Sous-total            | 83          | 21          | 8           | 6                     | 3                     | 1                     | -                              | 13                             | 3                              | 2                              | -        | -        | -        | 13     | 1      | 1      | 115   | 28    | 12    |
| 2015-2016             | AS Monaco (prêt)      | Ligue 1               | 15          | 0           | 0           | -                     | -                     | -                     | C1+C3                          | 3+6                            | 1+2                            | 0+1                            | -        | -        | -        | 4      | 1      | 0      | 28    | 4     | 1     |
| 2015-2016             | AS Rome (prêt)        | Serie A               | 16          | 8           | 2           | -                     | -                     | -                     | C1                             | 2                              | 0                              | 0                              | -        | -        | -        | 3      | 1      | 0      | 21    | 9     | 2     |
| 2016-2017             | AS Rome               | Serie A               | 32          | 8           | 4           | 4                     | 2                     | 1                     | C3                             | 8                              | 2                              | 0                              | -        | -        | -        | 1      | 0      | 0      | 45    | 12    | 5     |
| 2017-2018             | AS Rome               | Serie A               | 33          | 7           | 4           | 1                     | 0                     | 1                     | C1                             | 10                             | 2                              | 1                              | -        | -        | -        | 2      | 0      | 0      | 46    | 9     | 6     |
| 2018-2019             | AS Rome               | Serie A               | 28          | 11          | 3           | 1                     | 0                     | 1                     | C1                             | 4                              | 0                              | 1                              | -        | -        | -        | -      | -      | -      | 33    | 11    | 5     |
| Sous-total            | Sous-total            | Sous-total            | 109         | 34          | 13          | 6                     | 2                     | 3                     | -                              | 24                             | 4                              | 2                              | -        | -        | -        | 6      | 1      | 0      | 145   | 41    | 18    |
| 2019                  | Shanghai Shenhua      | CSL                   | 10          | 1           | 2           | 3                     | 3                     | 0                     | -                              | -                              | -                              | -                              | -        | -        | -        | 2      | 1      | 1      | 15    | 5     | 3     |
| 2020                  | Shanghai Shenhua      | CSL                   | 6           | 0           | 0           | -                     | -                     | -                     | -                              | -                              | -                              | -                              | -        | -        | -        | 3      | 2      | 0      | 9     | 2     | 0     |
| Sous-total            | Sous-total            | Sous-total            | 16          | 1           | 2           | 3                     | 3                     | 0                     | -                              | -                              | -                              | -                              | -        | -        | -        | 5      | 3      | 1      | 24    | 7     | 3     |
| 2020-2021             | AS Rome               | Serie A               | 10          | 1           | 1           | -                     | -                     | -                     | C3                             | 4                              | 1                              | 0                              | -        | -        | -        | 1      | 0      | 0      | 15    | 2     | 1     |
| 2021-2022             | AS Rome               | Serie A               | 27          | 3           | 0           | 1                     | 0                     | 0                     | C4                             | 8                              | 4                              | 1                              | -        | -        | -        | -      | -      | -      | 36    | 7     | 1     |
| 2022-2023             | AS Rome               | Serie A               | 29          | 7           | 2           | 2                     | 0                     | 0                     | C3                             | 11                             | 2                              | 0                              | -        | -        | -        | -      | -      | -      | 42    | 9     | 2     |
| 2023-2024             | AS Rome               | Serie A               | 33          | 3           | 4           | 2                     | 0                     | 0                     | C3                             | 13                             | 0                              | 3                              | -        | -        | -        | 3      | 1      | 0      | 51    | 4     | 7     |
| 2024-2025             | AS Rome               | Serie A               | 31          | 3           | 4           | 1                     | 0                     | 0                     | C3                             | 9                              | 0                              | 0                              | -        | -        | -        | -      | -      | -      | 41    | 3     | 4     |
| Sous-total            | Sous-total            | Sous-total            | 130         | 17          | 11          | 6                     | 0                     | 0                     | -                              | 45                             | 7                              | 4                              | -        | -        | -        | 4      | 1      | 0      | 185   | 25    | 15    |
| Total sur la carrière | Total sur la carrière | Total sur la carrière | 382         | 80          | 36          | 22                    | 8                     | 4                     | -                              | 90                             | 18                             | 9                              | 4        | 2        | 0        | 32     | 7      | 2      | 530   | 115   | 51    |

### Buts internationaux
| 0   | Date             | Lieu                                    | Compétition             | Résultat | Adversaire        | Détail | Détail         | Détail | Sél. |
| --- | ---------------- | --------------------------------------- | ----------------------- | -------- | ----------------- | ------ | -------------- | ------ | ---- |
| 1er | 14 novembre 2012 | Stade Ennio-Tardini, Parme, Italie      | Match amical            | P 1-2    | France            | 35e    | du pied droit  | 1-0    | 3e   |
| 2e  | 10 octobre 2015  | Stade olympique, Bakou, Azerbaïdjan     | Éliminatoires Euro 2016 | V 1-3    | Azerbaïdjan       | 43e    | du pied droit  | 1-2    | 15e  |
| 3e  | 29 mars 2016     | Allianz Arena, Munich, Allemagne        | Match amical            | P 4-1    | Allemagne         | 83e    | du pied droit  | 4-1    | 18e  |
| 4e  | 15 octobre 2019  | Rheinpark Stadion, Vaduz, Liechtenstein | Éliminatoires Euro 2020 | V 0-5    | Liechtenstein     | 82e    | du pied droit  | 0-3    | 24e  |
| 5e  | 7 octobre 2020   | Stade Artemio-Franchi, Florence, Italie | Match amical            | V 6-0    | Moldavie          | 30e    | du pied droit  | 3-0    | 26e  |
| 6e  | 7 octobre 2020   | Stade Artemio-Franchi, Florence, Italie | Match amical            | V 6-0    | Moldavie          | 45+1e  | de la tête     | 5-0    | 26e  |
| 7e  | 17 novembre 2023 | Stade olympique, Rome, Italie           | Éliminatoires Euro 2024 | V 5-2    | Macédoine du Nord | 90+3e  | du pied gauche | 5-2    | 31e  |

## Palmarès

### En club
| Genoa CFC (3) | Shanghai Shenhua (1)                            | AS Rome (1)                                                                                |
| --- | ----------------------------------------------- | ------------------------------------------------------------------------------------------ |
| - Coupe d'Italie Primavera (1) : - Vainqueur en 2009 (it) - Championnat d'Italie Primavera (1) : - Champion en 2010 (it) - Supercoupe d'Italie Primavera (1) : - Vainqueur en 2010 (it) | - Coupe de Chine (1) : - Vainqueur en 2019 (en) | - Ligue Europa Conférence (1) : - Vainqueur en 2022 - Ligue Europa (0) - Finaliste en 2023 |

### Distinctions personnelles
- Meilleur joueur de Serie B en 2011
- Jeune révélation de l'année de Serie A : 2013 (partagé avec Luis Muriel)
- Ballon d'argent (en) en 2013
- Meilleur joueur de la Coupe de Chine en 2019 (en)